# Uranoscodon superciliosus
Genre
Espèce
Synonymes
- Lacerta superciliosa Linnaeus, 1758
- Agama stellaris Daudin, 1802
- Lophyrus xiphosurus Spix, 1825
- Lophyrus aureonitens Spix, 1825

Uranoscodon superciliosus, unique représentant du genre Uranoscodon, est une espèce de sauriens de la famille des Tropiduridae.

## Répartition
Cette espèce se rencontre dans la moitié Nord de l'Amérique du Sud.

## Publications originales
- Bonaparte, : 1832 "1831" : Saggio d'una Distribuzione Metodica degli Animali Vertebrati. Boulzaler, Roma, p. 1-78 (texte intégral)
- Linnaeus, 1758 : Systema naturae per regna tria naturae, secundum classes, ordines, genera, species, cum characteribus, differentiis, synonymis, locis, ed. 10 (texte intégral).